# Anii 240 î.Hr.
Secole: Secolul al IV-lea î.Hr. - Secolul al III-lea î.Hr. - Secolul al II-lea î.Hr.
Decenii: Anii 290 î.Hr. Anii 280 î.Hr. Anii 270 î.Hr. Anii 260 î.Hr. Anii 250 î.Hr. - Anii 240 î.Hr. - Anii 230 î.Hr. Anii 220 î.Hr. Anii 210 î.Hr. Anii 200 î.Hr. Anii 190 î.Hr.
Anii: 250 î.Hr. | 249 î.Hr. | 248 î.Hr. | 247 î.Hr. | 246 î.Hr. | 245 î.Hr. | 244 î.Hr. | 243 î.Hr. | 242 î.Hr. | 241 î.Hr. | 240 î.Hr.
Evenimente